# Щавель арктический
Щавель арктический (лат. Rumex arcticus) — вид травянистых растений рода Щавель (Rumex) семейства Гречишные (Polygonaceae).

## Ботаническое описание
Многолетние травянистые растения, полностью гладкие и обычно покрашенные в тёмно-пурпуровый цвет. Корень стелющийся, на верхнем конце восходящий; стебель простой, невысокий 15—50 см высотой, крепкий, сравнительно толстый, красновато-фиолетовый. Прикорневые листья продолговатые или продолговато-яйцевидные, на кончике тупые, при основании закруглённые или неглубоко сердцевидные, длинночерешковые; стеблевые — в числе 2—4, продолговатые или линейно-продолговатые, к обоим концам суженные, на кончике туповатые, при основании клиновидные, 4—8 см длиной и 6—10 мм шириной, слабо волнистые или плоские.
Соцветие 10—20 см длиной, обыкновенно простое, реже в нижней части с немногими (1—4) ветвями, негустое, с отставленными одна от другой рыхлыми цветочными мутовками; цветоножки чёрно-пурпуровые, кверху постепенно утолщённые, без заметного сочленения, при плодах 4—7 мм длиной. Наружные доли околоцветника продолговатые, отклонённые, почти вдвое короче обратнояйцевидных или продолговато-обратнояйцевидных цельнокрайных внутренних, которые при плодах разрастаются до 5,5 мм длиной и 3,5 мм шириной, становятся яйцевидными, около 1,5 раз длиннее своей ширины и все без желвачков. Семянка лоснящаяся, около 5 мм длиной и 2,5 мм шириной.

## Распространение и экология
Северные районы Восточной Европы, Азии и Северной Америки. Встречается по сырым тундрам, берегам водоёмов, на болотах, болотистых лугах, на скалах и осыпях.

## Значение и применение
Листья охотно поедаются летом северным оленем (Rangifer tarandus).

## Синонимы
- Rumex aquaticus subsp. arcticus (Trautv.) Hiitonen (1933)
- Rumex aquaticus subsp. insularis Tolm. (1966)
- Rumex arcticus var. kamtschadalus (Kom.) Rech.f. ex Tolm. (1966)
- Rumex arcticus var. latifolius Tolm. (1966)
- Rumex domesticus var. nanus Hook. (1838)
- Rumex insularis (Tolm.) Czerep. (1981)
- Rumex kamtschadalus Kom. (1914)
- Rumex longifolius var. nanus (Hook.) Meisn. (1856)
- Rumex ursinus Maximova (1979)